# Sedoanalgesia
La sedoanalgesia es la práctica de combinar sedación con anestesia local, normalmente en casos de cirugía. En estudios médicos, se ha demostrado que la administración de sedoanalgesia es rentable en coste y tiempo en comparación a la anestesia general o local, y que su uso puede reducir la cantidad de personal de enfermería, anestesistas y equipo necesarios para determinados procedimientos. Se utiliza con frecuencia en pacientes que presentan un riesgo considerable y en pacientes de edad avanzada con afecciones médicas comórbidas. 
Es utilizada en procedimientos endoscópicos gastrointestinales, procedimientos dentales y cirugías mínimamente invasivas. 